# Fiat 2800
Fiat 2800 a fost o mașină de lux și de protocol fabricată de Fiat între 1938 și 1944, în 624 de exemplare.
Sedanul de reprezentanță Fiat 2800, lansat în 1938, a fost primul model Fiat care a adoptat noul design cu partea frontală ascuțită, denumit „musone”. Limuzina a rămas în producție până în 1941.

## Context
Deși încorporează inovațiile modelului Fiat 1500 C din 1935, Fiat 2800 a fost ultimul model complet nou produs de uzinele Fiat înainte de izbucnirea celui de-Al Doilea Război Mondial în 1939. Proiectul a fost realizat la cererea lui Duce, Benito Mussolini, care dorea o mașină de protocol pentru a concura modelele Mercedes-Benz, populare în acea vreme la aliatul său german.

## Design și tehnologie
Automobilul a anticipat viitoare modele Fiat prin designul frontal cu capotă alungită, adoptat ulterior pe Fiat 1100 (lansat în 1939). Mecanica rămânea clasică: motor în linie cu 6 cilindri, 2.852 cm³, dezvoltând 85 CP (CUNA) și o viteză maximă de 130 km/h. O capacitate cilindrică similară nu a mai fost utilizată de Fiat până la apariția modelului 130 în 1969.
Șasiurile carosate ca torpedo cu 6 locuri de Carrozzeria Farina au fost alocate oficialilor regimului fascist prin Ministerul de Interne al Italiei. După 1945, acestea au fost utilizate de primul președinte al Republicii Italiene.
Conform tradiției epoci, șasiurile au fost carosate de designeri precum Pininfarina și Zagato.

### Motor
- Tip motor:6 cilindri în linie, cu supape în cap.
- Capacitate cilindrică: 2.852 cm³
- Putere motor: 85 PS (63 kW; 84 CP) la 4.000 rpm
- Viteză maximă: 130 km/h.

## Fiat 2800 CMC
Fiat 2800 a fost produs și într-o versiune militară specială cunoscută sub denumirea de CMC („Corta Militare Coloniale”), destinată utilizării în teatrele de operațiuni militare și în colonii. A fost produs până în 1943, ultima unitate fiind finalizată în 1944.